# Кирсаново (Оренбургская область)
Кирсаново— село в  Пономарёвском районе Оренбургской области в составе  Воздвиженского сельсовета.

## География
Располагается на расстоянии примерно 11 километров по прямой на юг-юго-восток от районного центра села Пономарёвка. 

## Население
Постоянное население составляло 227 человека в 2002 году (русские 95%) ,  154 в 2010 году. 
От села к нынешнему времени осталось несколько десятков дворов, инфраструктура приходит в плачевное состояние:
В 2000х годах закрыли начальную школу, в 2017 закрыли сельский магазин, в начале 2020х закрыли клуб и библиотеку.

## Известные уроженцы
Герой покорения Туркестана, воин-мученик унтер-офицер 2-го Туркестанского стрелкового батальона Данилов Фома Данилович (1846-1875), который принял мученическую смерть от кипчаков в 1875 году в Маргелане за верность Царю и Православию. Фома Данилов отказался принять ислам и был подвергнут мучительной казни. Ф.М. Достоевский назвал его "эмблемой России".